# Археологический музей Олимпии
Археологический музей Олимпии (греч. Αρχαιολογικό Μουσείο Ολυμπίας) — археологический музей в Олимпии в Элиде, один из крупнейших музеев Греции, в котором представлены предметы старины древнего святилища Олимпия.

## История музея

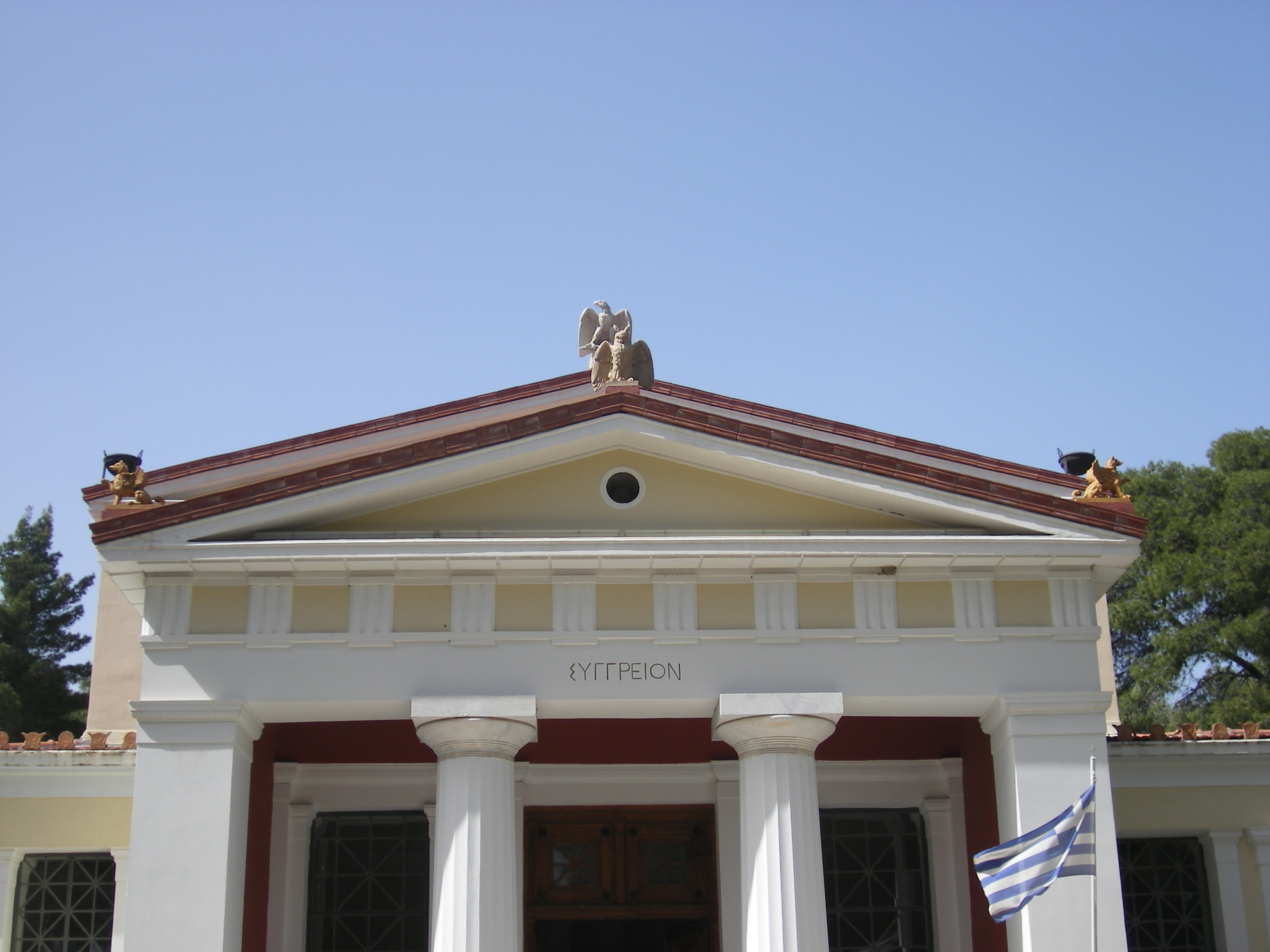
Фронтон Старого археологического музея. Надпись «Сингрейон»

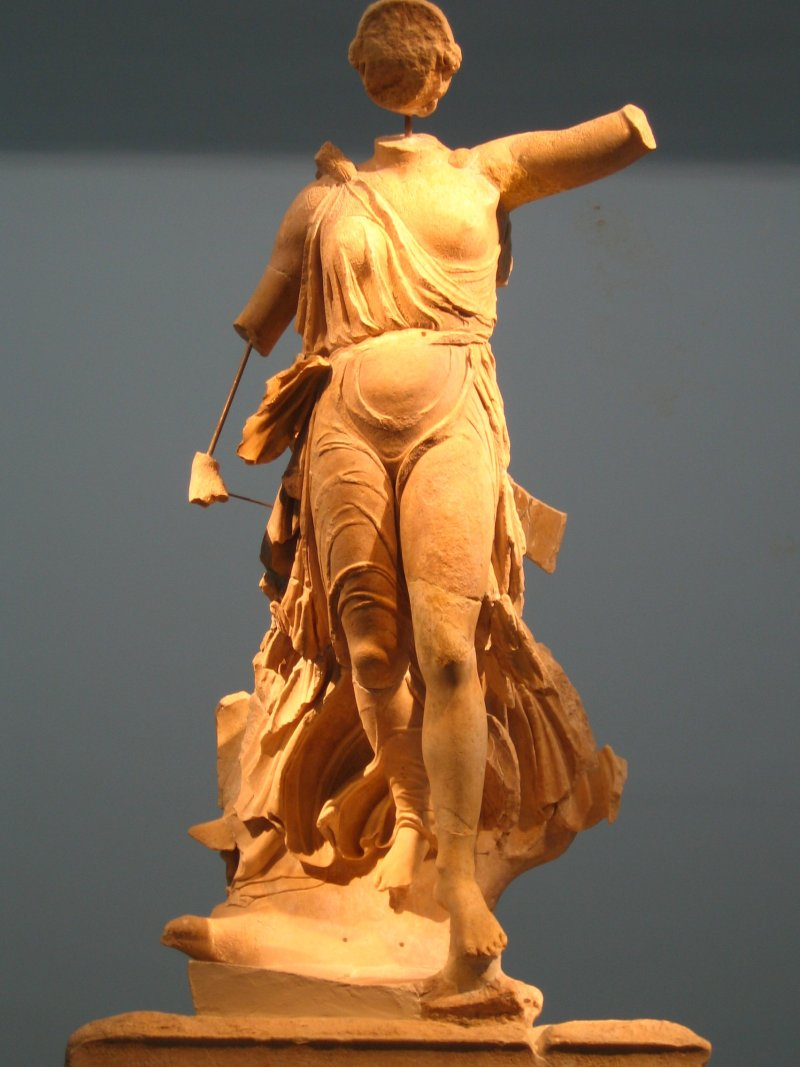
Ника из Олимпии. Скульптор Пеоний

За шесть лет археологических исследований в Олимпии (1874—1880), проведённых выдающимися немецкими археологами Эрнстом Курциусом, Фридрихом Адлером и Вильгельмом Дёрпфельдом, в том числе раскопок священного Алтиса, огромное количество находок требовало решения вопроса об их систематизации и последующем местонахождении.
В 1878 году Адлеру было поручено составление планов музея, а после преодоления трудностей и интриг в 1887 году был открыт Археологический музей Олимпии, так называемый «Старый музей». Здание, стилизованное под древнегреческий храм дорического ордера было спроектировано Фридрихом Адлером и Вильгельмом Дёрпфельдом.
Строительство стало возможным благодаря пожертвованию греческого мецената Андреаса Сингроса, в честь которого оно было названо «Сингреон» и было завершено в 1888 году. Здание возвышается на холме примерно в 400 метрах к северо-западу от Альтиса, за мостом через Кладеос. До конца 1970-х годов в нём размещался Археологический музей Олимпии.
В центральном зале располагались скульптуры восточного и западного фронтонов Храма Зевса и метопы фриза, в также статуи Ники работы древнегреческого скульптора Пеония и Гермеса с младенцем Дионисом работы Праксителя. В остальных залах размещались другие находки: изделия из бронзы и керамики, фрагменты рельефов и скульптур.
Старое здание музея сильно пострадало в результате землетрясения, произошедшего в регионе в 1954 году. Между тем, продолжающиеся раскопки Германского археологического института в Афинах (Deutsches Archäologisches Institut Athen) на Алтисе принесли множество новых находок. Поэтому было необходимо построить в Олимпии новый музей. После строительства нового Археологического музея Старый музей был закрыт на долгие годы. Все, что осталось — слепки скульптур фронтонов, Ника Пеония (до тех пор, пока они не были установлены в Новом музее в 1994 году) и колоссального торса Августа, который сейчас установлен в зале с колоннами Археологического музея. Остальные помещения старого музея использовались как складские помещения и мастерские.
Современное здание построено в долине к юго-западу от холма Кронион по проекту архитектора Патроклоса Карантиноса в период между 1966 и 1975 годами. Официальное торжественное открытие нового музея состоялось в 1982 году при личном содействии и участии министра культуры Греции Мелины Меркури. Новую экспозицию подготовили Николаос Ялурис, Истмини Трианти, Стелиос Триантис, а также их коллеги. Стелиос Триантис, прославленный греческий скульптор и реставратор, приложил немало усилий для восстановления статуи Ники работы древнегреческого скульптора Пеония, которая стала настоящей жемчужиной музейной экспозиции, и впервые была представлена посетителям в 1994 году. Её изображение было воспроизведено на олимпийских медалях, которые вручались спортсменам на Олимпиаде 2004 в Афинах.
Накануне Олимпиады в начале 2000-х годов экспозиция сакральных находок, в частности бронзовых, а также римских скульптур была реорганизована. В сентябре 2003 года экспонаты упаковали, одновременно выставочные галереи, служебные помещения и склады были отремонтированы и расширены. Новая выставка, которая более или менее унаследовала философию и принципы построения старой, была открыта 24 марта 2004 года.

## Ограбление музея
17 февраля 2012 года вооружённые злоумышленники ограбили музей. Похищено 77 экспонатов (первоначально называлось от 65 до 68), которые вынули из разбитых витрин. Стоимость их невозможно оценить. Один из наиболее ценных похищенных экспонатов — перстень XV века до н. э., который преступники пытались продать за 1,5 миллиона евро. В связи с мерами жёсткой экономии, введёнными системно для преодоления долгового кризиса в Греции, безопасное содержание музеев стало невозможным. Однако тогдашний министр культуры Павлос Геруланос назвал произошедшее позором для Греции и тот же день подал в отставку.
24 ноября 2012 года полиция Греции сообщила о раскрытии ограбления. Были задержаны три местных жителя. Главой банды полиция считает жителя Афин, который зарабатывал на жизнь мелкой торговлей с рук. В тайнике у преступников в Элиде были найдены все похищенные экспонаты.

## Основные разделы
- коллекция терракоты (доисторического, архаического и классического периодов).
- коллекция бронзы.
- коллекция скульптур (от архаики до периода римского владычества).
- коллекция, посвящённая Олимпийским соревнованиям.

## Наиболее известные экспонаты
- Гермес с младенцем Дионисом, Пракситель
- Ника из Олимпии, Пеоний
- Зевс несёт Ганимеда
- фронтон Храма Зевса в Олимпии
- шлем Мильтиада

## Некоторые экспонаты

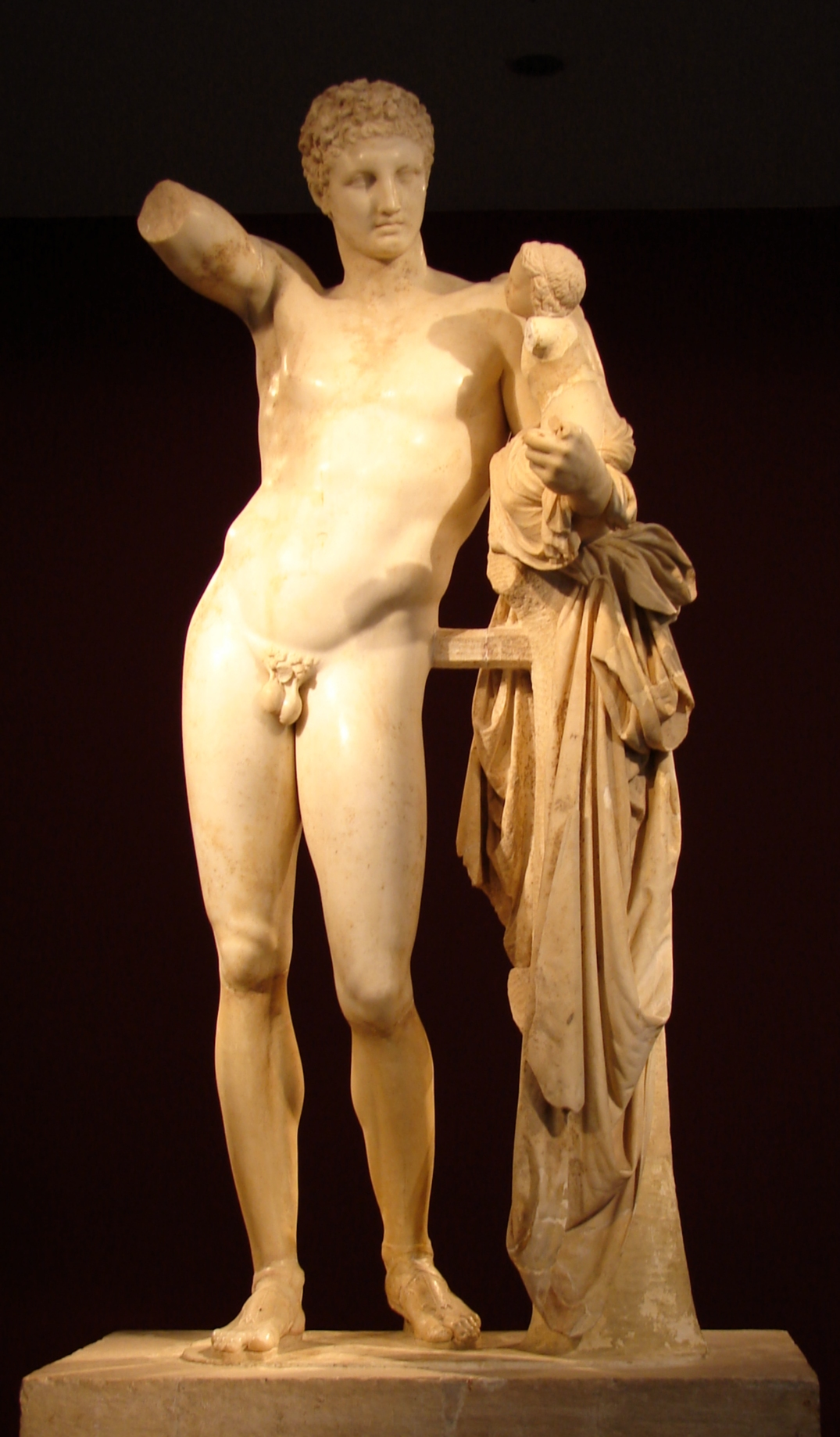
Гермес с младенцем Дионисом, Пракситель
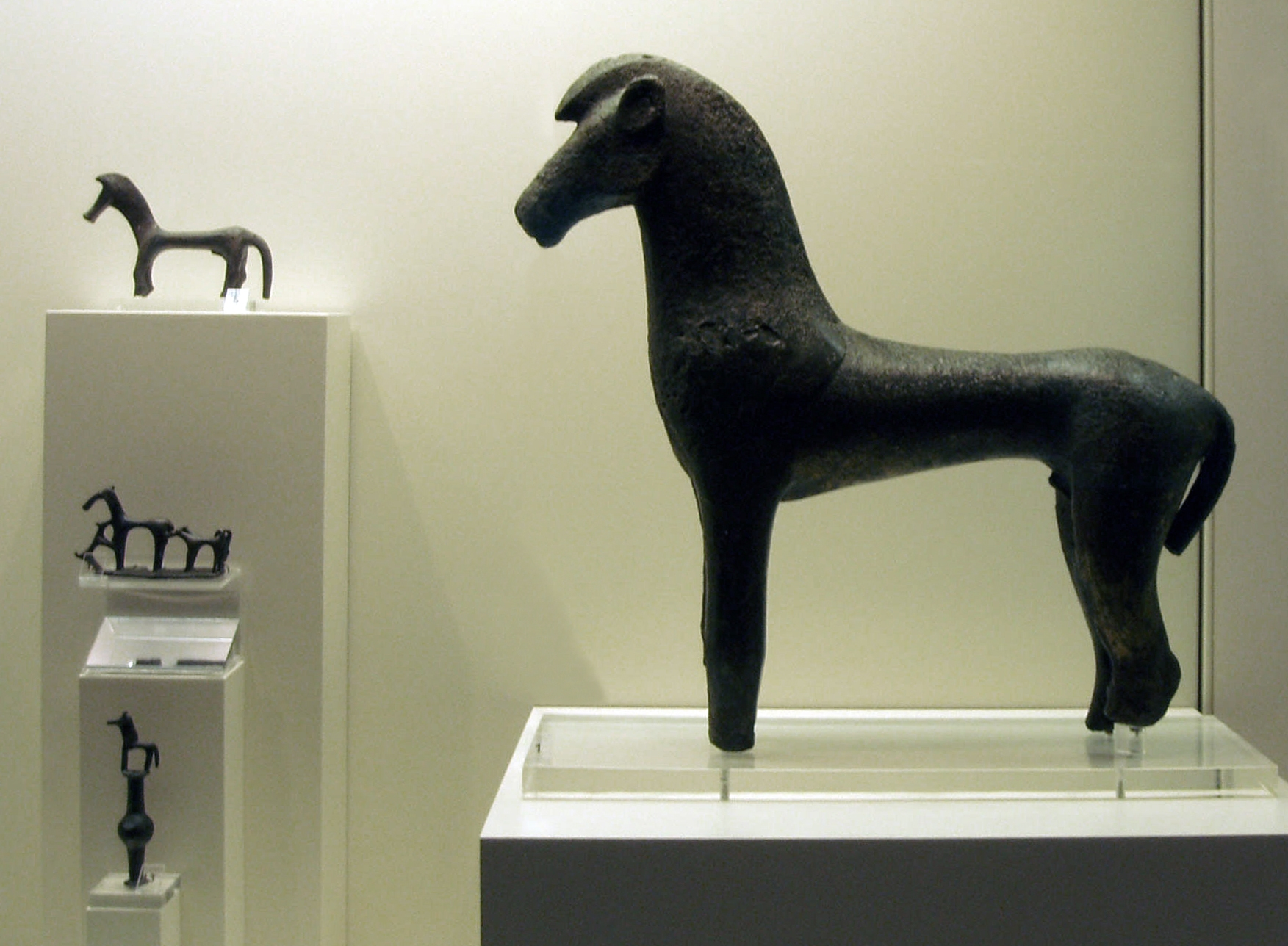
Бронзовые статуэтки лошадей, начало VII века до н. э
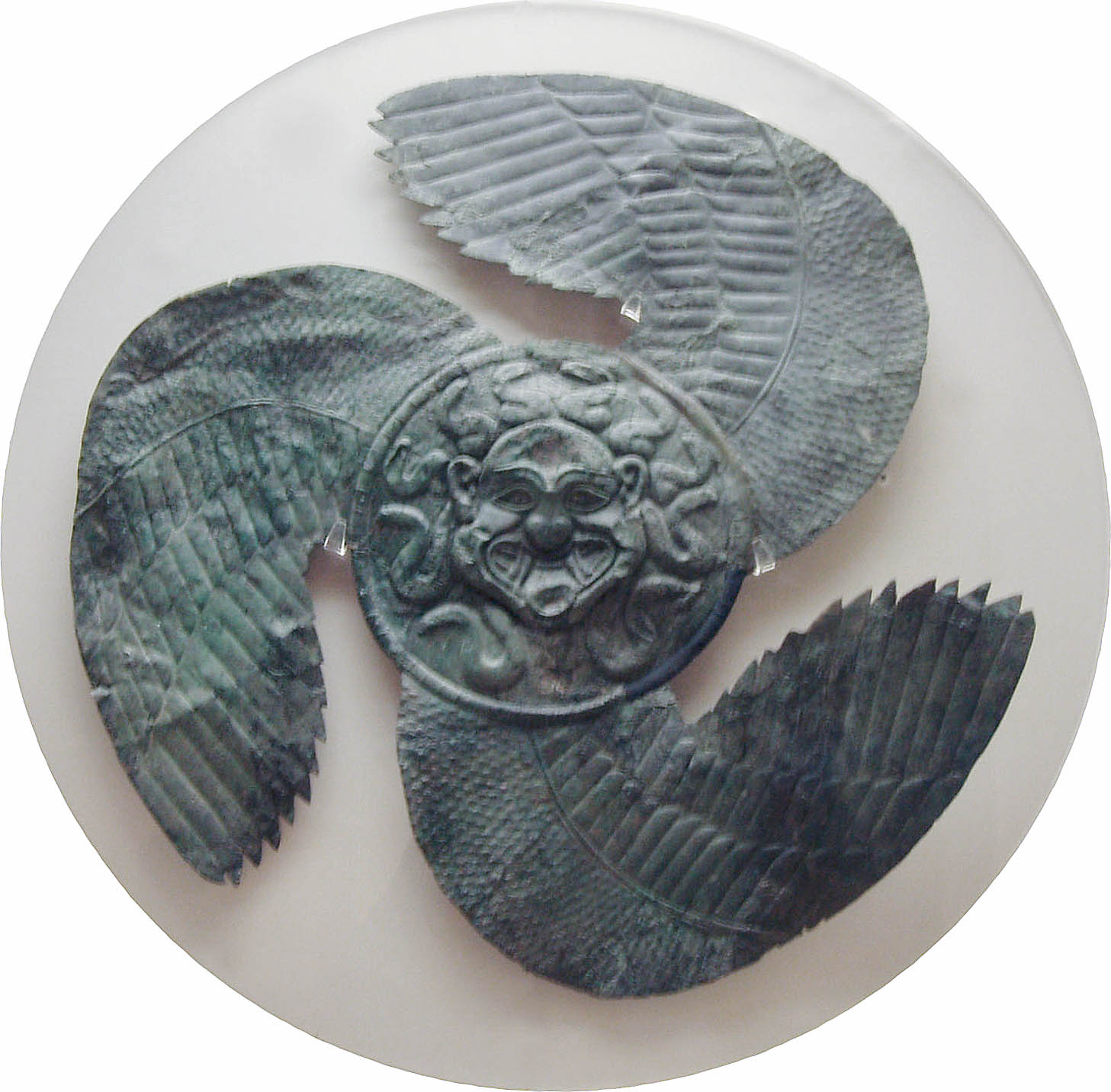
Горгонейон, VI век до н. э
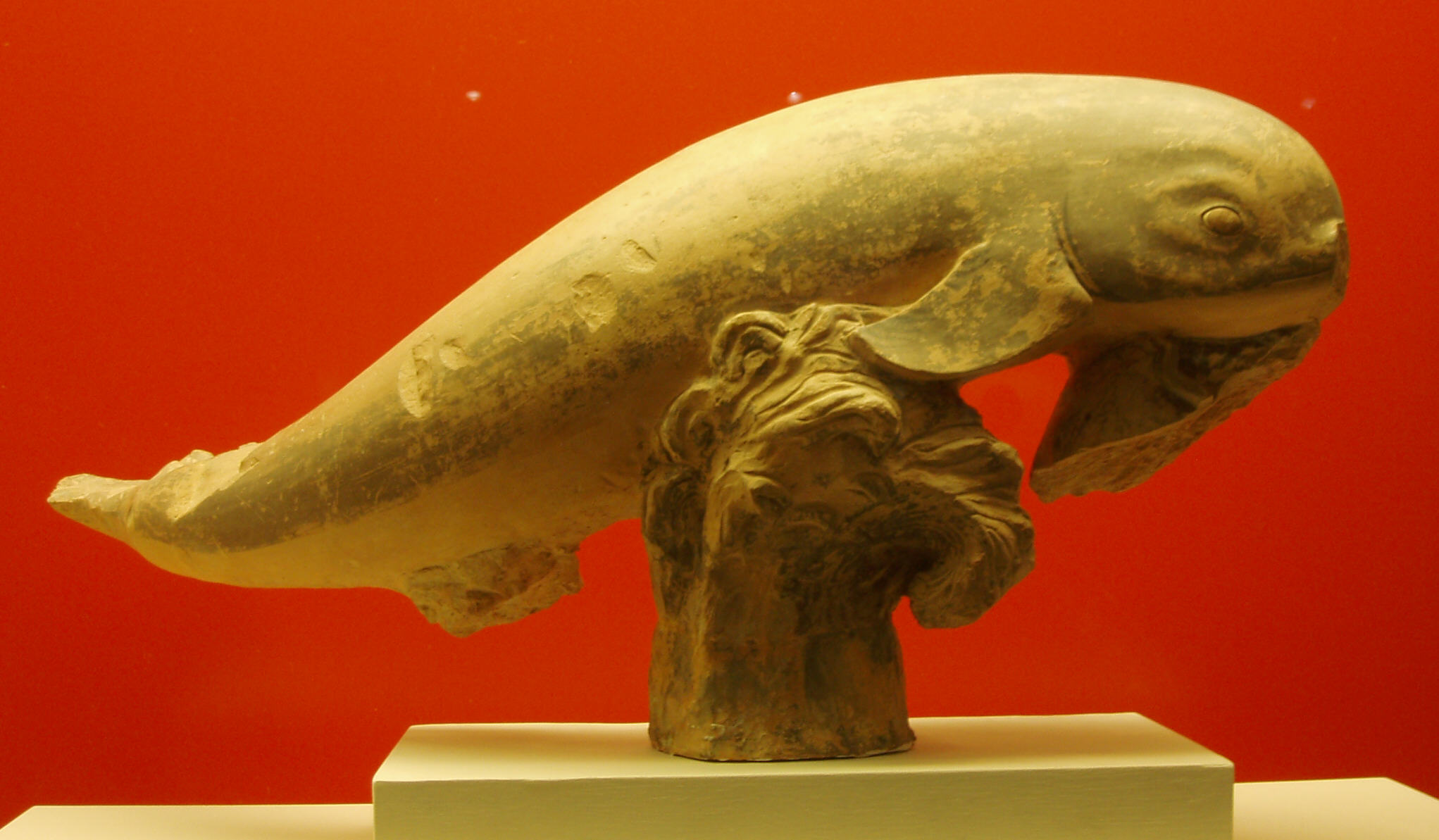
Дельфин, керамика, вероятно, погребальный; сокровище, около 400 до н. э
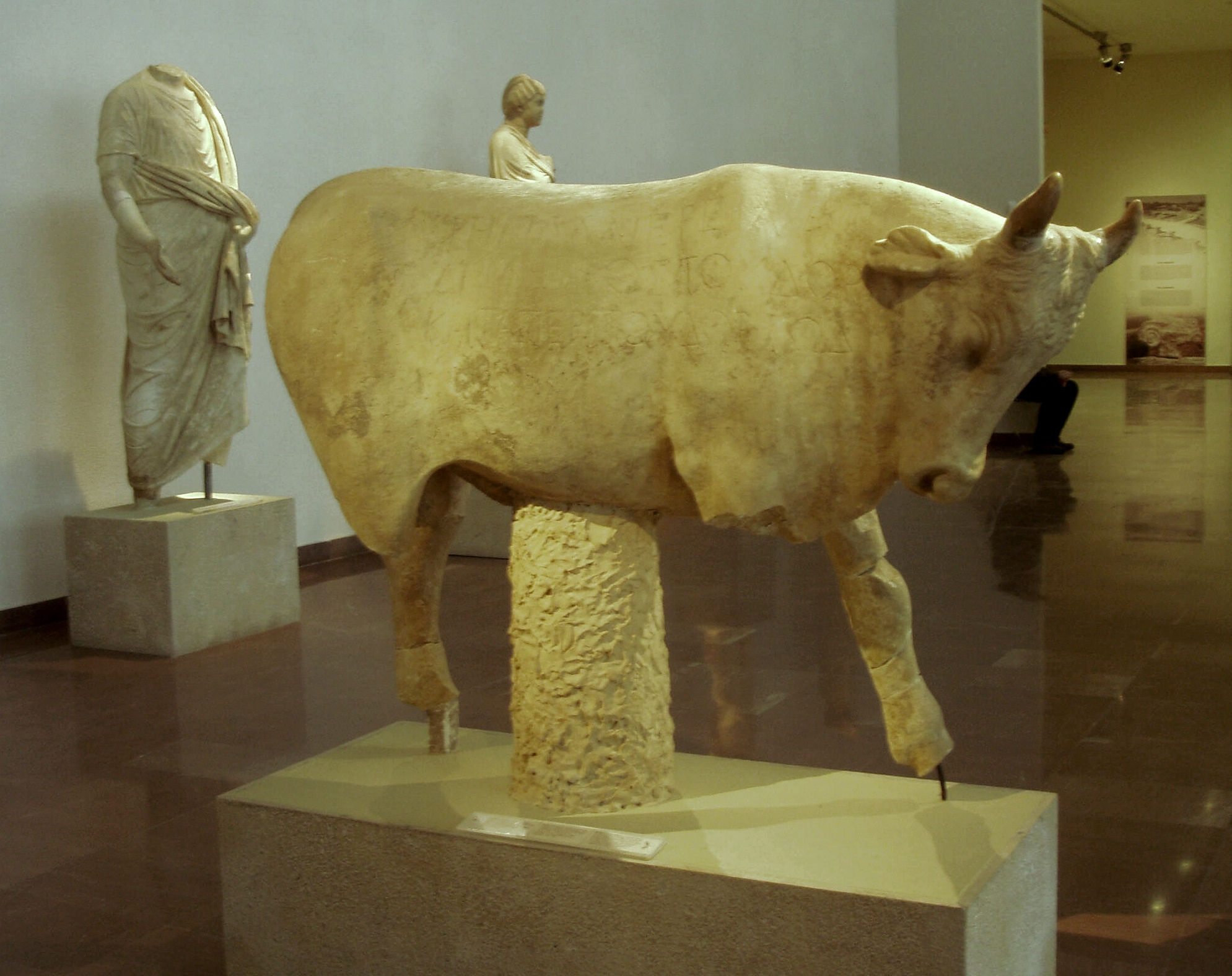
Мраморный телец из Нимфеума Герода Аттика
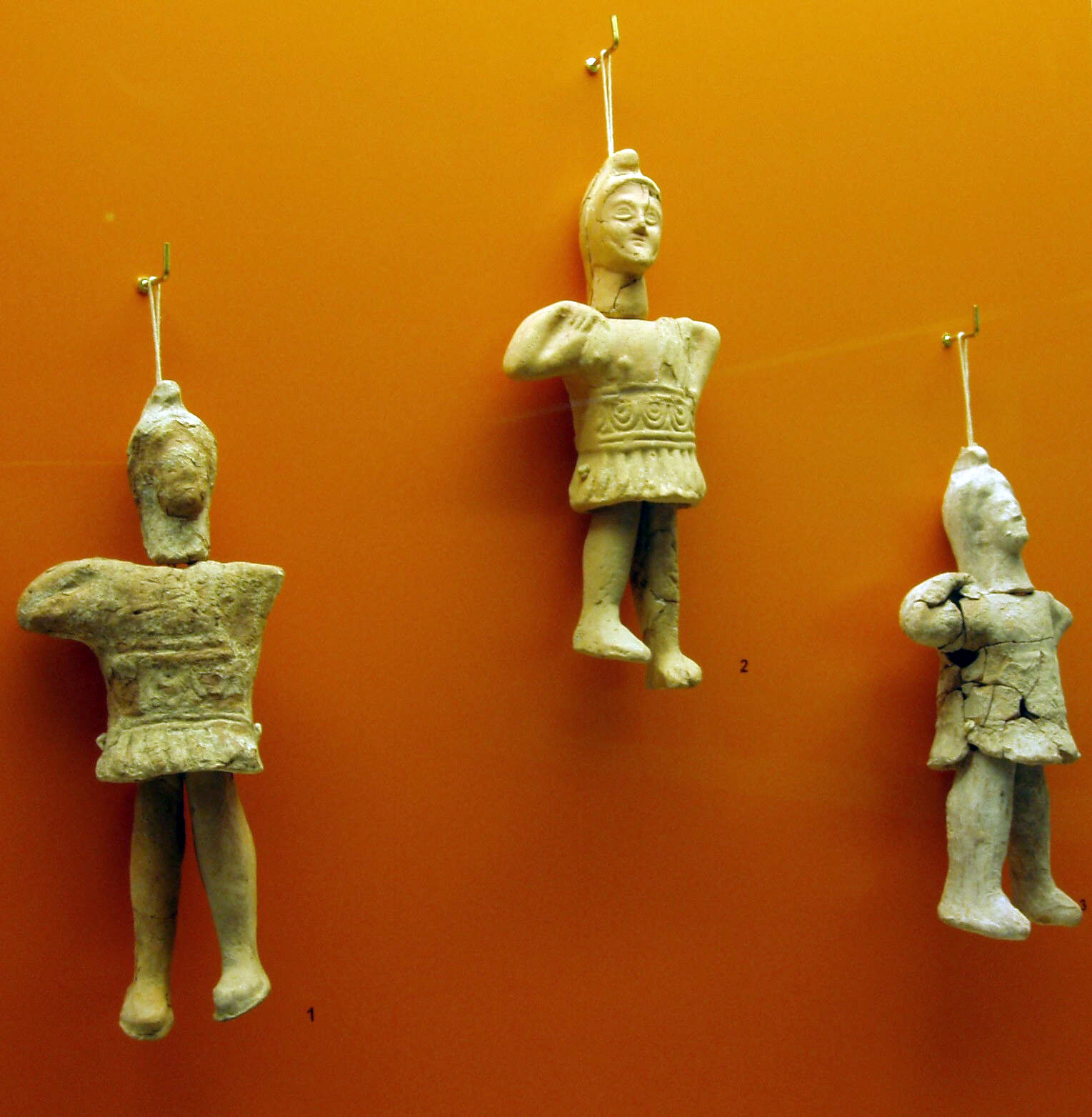
Керамические игрушки с движущимися конечностями
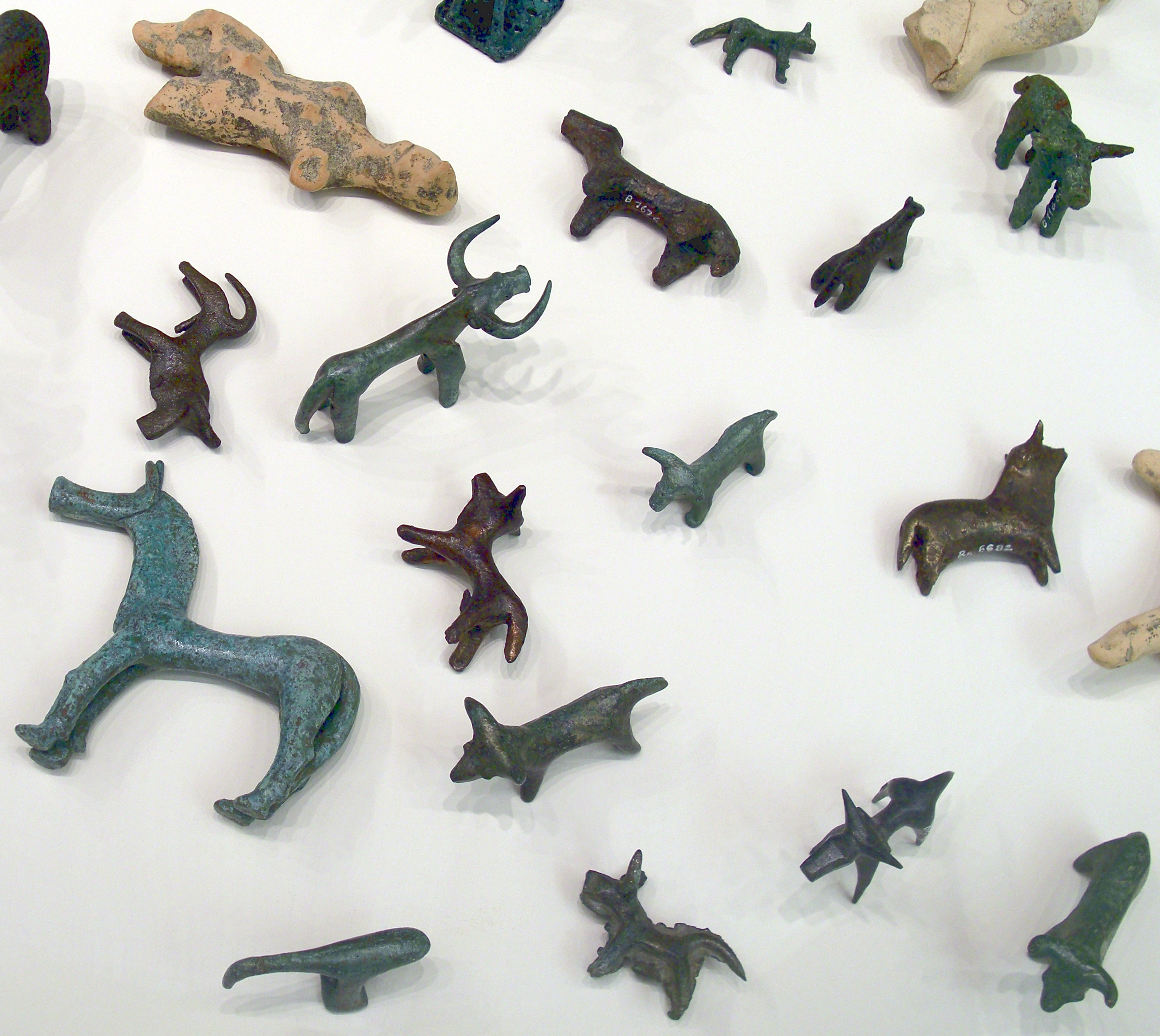
Фигурки животных, VIII-VII век до н. э
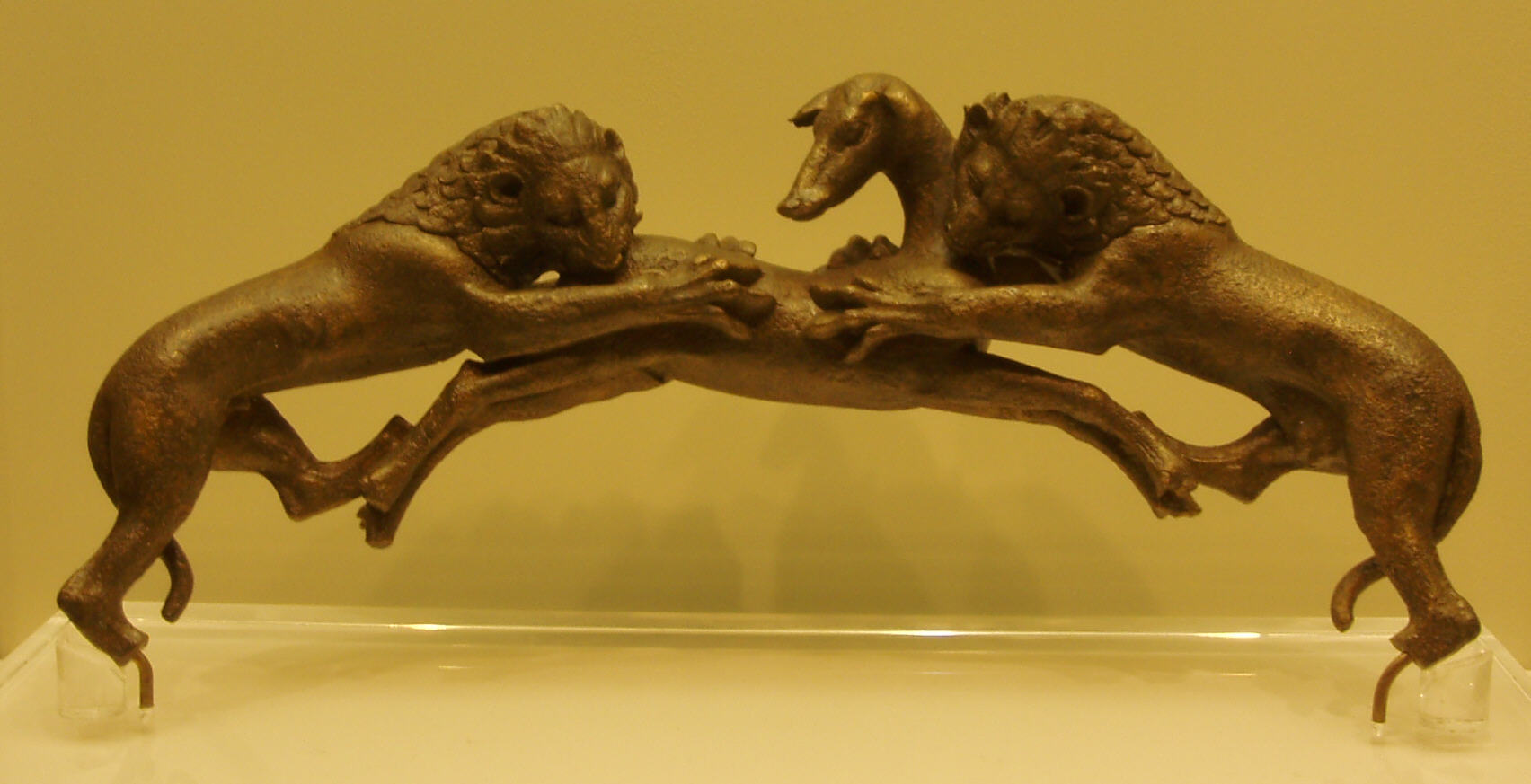
Ручка сосуда: львы, загрызающие лань